# Alexander Oppenheim
Alexander Oppenheim (4 février 1903 - 13 décembre 1997) est un mathématicien britannique et administrateur universitaire. Il a été  professeur de mathématiques à l'Université de Malaya et  à l'Université de Singapour (1945-1965). Pendant la Seconde Guerre mondiale, il est prisonnier de guerre dans le camp de Changi et organise une « université de prisonniers de guerre ». Après la guerre, il est vice-chancelier de l'Université de Malaya avant d'occuper deux postes de professeur au Ghana et au Nigeria. Il a proposé une conjecture concernant l'approximation diophantienne et la théorie des formes quadratiques appelée la conjecture d'Oppenheim.

## Jeunesse et éducation
Oppenheim est né le 4 février 1903 à Salford, en Angleterre, dans une famille d'immigrants lituaniens,. Sa première langue est le yiddish. Il grandit à Manchester et fréquente la Manchester Grammar School, où il est reconnu comme un prodige des mathématiques,. Ses professeurs le considèrent comme trop jeune pour fréquenter l'université et retardent son entrée aux concours de bourses jusqu'en 1921, date à laquelle il reçoit une bourse au Balliol College d'Oxford. Il est également capitaine de l'équipe d'échecs de l'université. Il obtient son diplôme avec les honneurs de première classe en 1924 et est chercheur senior en mathématiques en 1926,.
Il reçoit une bourse du Commonwealth pour étudier à l'Université de Princeton et à l'Université de Chicago,. Il obtient un doctorat à l'Université de Chicago en 1930 sous la direction de Leonard Eugene Dickson avec une thèse intitulée Minima of Indefinite Quadratic Quaternary Forms,,. Oppenheim reçoit un deuxième doctorat, un DSc, de l'Université d'Oxford en 1954 pour son travail universitaire plus tard dans sa carrière,.

## Carrière
Après avoir obtenu son diplôme, Oppenheim passe un an en tant que chargé de cours à l'Université d'Édimbourg. Il quitte Edimbourg en 1931 pour un poste de professeur au Raffles College de Singapour,.
Pendant l'occupation japonaise de Singapour, il sert dans l'armée de réserve de Singapour avec le grade de lance-bombardier. Sa femme et sa jeune fille fuient Singapour pendant cette période. Il est capturé par les Japonais en 1942 et est détenu comme prisonnier de guerre au camp de Changi,.
Au camp de Changi, Oppenheim aide à établir une «université de prisonniers de guerre» rudimentaire avec 29 autres universitaires capturés et est élu doyen par ses codétenus. Ils persuadent le commandant du camp le lieutenant Okazaki de leur permettre de collecter des livres au Raffles College, d'organiser des cours dans une douzaine de salles de classe et d'organiser des groupes de discussion,.
La santé d'Oppenheim se détériore au camp de Changi et est souvent gravement malade. Son implication à l'université informelle est interrompue lorsqu'il est transféré pour travailler sur le chemin de fer Siam-Birmanie,.
De 1945 à 1949, il reprend son poste de professeur de mathématiques au Raffles College. En 1947, il est directeur adjoint, directeur par intérim et doyen de la Faculté des arts. Oppenheim joue un rôle clé dans la fusion en 1949 du Raffles College avec le King Edward VII College of Medicine pour former l'Université de Malaya,. Il est nommé vice-chancelier par intérim en 1955, puis vice-chancelier en 1957, et reste à ce poste jusqu'à sa retraite en 1965. Pendant son mandat de vice-chancelier, il supervise la création du nouveau campus de l'université à Kuala Lumpur.
Après avoir quitté l'Université de Malaisie, Oppenheim est professeur invité à l'Université de Reading jusqu'en 1968. À l'invitation d'Alexander Kwapong, il enseigne à l'Université du Ghana de 1968 à 1973,. Il est ensuite chef du département de mathématiques à l'Université du Bénin au Nigéria jusqu'en 1977, date à laquelle il prend sa retraite,.
Il vit à Henley-on-Thames jusqu'à sa mort le 13 décembre 1997 à l'âge de 94 ans.
Les travaux les plus importants d'Oppenheim concernent la théorie des formes quadratiques. En 1929, il propose la conjecture d'Oppenheim sur les représentations des nombres par des formes quadratiques réelles à plusieurs variables.

## Vie privée
Oppenheim épouse Beatrice Templer Nesbit (décédée en 1990) en 1930. Ils ont une fille et  leur mariage est dissous en 1977. En 1982, il épouse Margaret Ng, avec qui il a deux fils,.
En 1955, Oppenheim devient Officier de l'Ordre de l'Empire britannique. Il est élu membre de la Royal Society of Edinburgh en 1956,. Il est Knight Bachelor en 1961. En 1962, il reçoit le titre malais de Dato et devient Commandeur honoraire de l'Ordre du Défenseur du Royaume (Panglima Mangku Negara),,.

## Publications
- (en) Oppenheim, « On an Arithmetic Function », Journal of the London Mathematical Society, vol. s1-1, no 4,‎ 1926, p. 205–211 (DOI 10.1112/jlms/s1-1.4.205, lire en ligne)
- (en) Oppenheim, « On an Arithmetic Function (II) », Journal of the London Mathematical Society, vol. s1-2, no 2,‎ 1927, p. 123–130 (DOI 10.1112/jlms/s1-2.2.123, lire en ligne)
- Oppenheim, « The minima of indefinite quaternary quadratic forms », Proceedings of the National Academy of Sciences of the United States of America, vol. 15, no 9,‎ 1929, p. 724–727 (PMID 16577226, PMCID 522544, DOI 10.1073/pnas.15.9.724, Bibcode 1929PNAS...15..724O)
- Oppenheim, « The Minima of Indefinite Quaternary Quadratic Forms », Annals of Mathematics, vol. 32, no 2,‎ 1931, p. 271–298 (DOI 10.2307/1968191, JSTOR 1968191, lire en ligne)
- (en) Opponheim, « Representations of real numbers by series of reciprocals of odd integers », Acta Arithmetica, vol. 18,‎ 1971, p. 115–124 (ISSN 0065-1036, DOI 10.4064/aa-18-1-115-124, lire en ligne)
- (en) Oppenheim, « The representation of real numbers by infinite series of rationals », Acta Arithmetica, vol. 21,‎ 1972, p. 391–398 (ISSN 0065-1036, DOI 10.4064/aa-21-1-391-398)